# Âm ngạc mềm
Âm ngạc mềm, còn gọi là âm vòm mềm hay âm mạc, là phụ âm phát âm bằng phần cuối của lưỡi dựa vào ngạc mềm, tức phần sau của ngạc cứng.

## Âm ngạc mềm trong bảng ký hiệu ngữ âm quốc tế
Bảng ký hiệu ngữ âm quốc tế (IPA) bao gồm ký hiệu cho âm ngạc mềm sau:
| IPA | Mô tả                        | Ví dụ       | Ví dụ      | Ví dụ    | Ví dụ     |
| IPA | Mô tả                        | Ngôn ngữ    | Chính tả   | IPA      | Nghĩa     |
| --- | ---------------------------- | ----------- | ---------- | -------- | --------- |
|     | âm mũi vòm mềm               | Việt        | ngà        | [ŋaː˨˩]  | ngà       |
|     | âm tắc vòm mềm vô thanh      | Việt        | cam        | [kaːm˧]  | cam       |
|     | âm tắc vòm mềm hữu thanh     | Anh         | get        | [ɡɛt]    | nhận      |
|     | âm xát vòm mềm vô thanh      | Việt        | không      | [xəwŋ͡m˧] | không     |
|     | âm xát vòm mềm hữu thanh     | Việt        | ghế        | [ɣe˧˥]   | ghế       |
|     | âm xát môi vòm mềm           | Anh         | which      | [ʍɪtʃ]   | nào       |
|     | âm tiếp cận vòm mềm          | Tây Ban Nha | pagar      | [paɰaɾ]  | trả tiền  |
|     | âm tiếp cận cạnh vòm mềm     | Wahgi trung | aglagle    | [aʟaʟe]  | chóng mặt |
|     | âm tiếp cận môi vòm mềm      | Việt        | tuần       | [t̪wən˨˩] | tuần      |
| kʼ  | âm tống ra vòm mềm           | Gruzia      | კაბა       | [kʼaba]  | váy       |
| ɠ   | âm hút vào vòm mềm hữu thanh | Sindh       | ڳرو (g̈əro) | [ɠəro]   | nặng      |

## Bình luận
Không tồn tại âm rung vòm mềm — đó là lý do ô vuông tương ứng trong Bảng mẫu tự phiên âm quốc tế có màu xám. Ở vị trí vòm mềm, lưỡi bị hạn chế về sự vận động nên không thể thi hành vận động rung hay vỗ.
Vì vùng vòm miệng mềm khá rộng, nên vị trí của lưỡi không chính xác lắm. Đây là lý do phụ âm vòm mềm dễ bị đồng hoá, để vị trí phát âm đi trước hay sau tựa vào âm xung quanh. Âm vòm mềm hay chuyển đi phía trước — vòm hoá — trước nguyên âm trước và chuyển đi phía sau trước nguyên âm sau.
Nhiều thứ tiếng có âm vòm mềm môi hoá, như [kʷ], mà trong âm này môi làm tròn khi phát âm. Cũng có âm môi vòm mềm, mà được phát âm ở cuối lưỡi và đôi môi đồng thời, như trong tiếng Việt ung [ʔuŋ͡m˧].

## Sự thiếu âm vòm mềm
Âm vòm mềm [k] là phụ âm phổ biến nhất trong các thứ tiếng của loài con người. Ngôn ngữ duy nhất được mô tả là không có âm vòm mềm (hay âm mặt lưỡi) nào cả có vẻ như là tiếng Xavante và Tahiti. Tuy nhiên, có ngôn ngữ khác mà không có âm vòm mềm bình thường. Một đặc điểm của các thứ tiếng vùng Tây Bắc Thái Bình Dương là âm *k lịch sử bị vòm hoá trong nhiều thứ tiếng, trở thành [kʲ] hay [tʃ]. Thứ tiếng này còn có âm vòm mềm môi hoá [kʷ], [kʼʷ], [xʷ], [w] và các âm loạt lưỡi gà.
Ngoại trừ [g], không có âm vòm mềm nào đặc biệt phổ biến.